# Aviadvigatel PS-90
L'Aviadvigatel PS-90 (dove "PS" sono le iniziali di Pavel Aleksandrovič Solov'ëv, in russo Павел Алеќсандрович Соловьёв?) è un motore turboventola russo ad alto rapporto di diluizione destinato all'impiego civile. Progettato e costruito dalla Aviadvigatel di Perm', trova applicazione su aerei di linea come l'Ilyushin Il-96 e il Tupolev Tu-204/Tu-214 e su aerei cargo tipo l'Ilyushin Il-76.

## Storia del progetto
Verso la metà degli anni ottanta, l'Unione Sovietica indisse una gara per il finanziamento dello sviluppo di un motore di nuova generazione pensato per il trasporto civile che vide prevalere l'Aviadvigatel sul concorrente Kuznetsov NK-93. I primi esemplari di produzione, però, erano caratterizzati da una limitata affidabilità che comportava nei fatti una vita utile di 300 ore di volo, molto inferiore non solo agli standard occidentali, ma anche alle specifiche di progetto originarie. Furono individuati due problemi principali, la formazione di depositi carboniosi in camera di combustione e bug nel software di gestione del FADEC.
Solo a partire dal 1996, in seguito ad un programma di miglioramento del progetto, l'intervallo tra le revisioni programmate del motore fu portato a 3000 ore di volo con l'obiettivo di raggiungere in seguito le 5000 ore.
Nel 2002, in seguito ad un riassetto societario e una compartecipazione della Pratt & Whitney, fu rilanciato lo sviluppo di una versione aggiornata (PS-90A2) che fu certificata nel 2009.

## Tecnica
Il PS-90 è basato su una moderna architettura modulare che consente di revisionare singoli i moduli del motore (compressore, camera di combustione, turbina) indipendentemente gli uni dagli altri. L'elevato rapporto di diluizione permette di generare la spinta muovendo una maggiore quantità di aria ad una velocità inferiore rispetto ad un motore con rapporto di bypass inferiore, riducendo la quantità di energia cinetica persa nel getto ed aumentando l'efficienza del motore (e quindi il consumo specifico).
Il gruppo di bassa pressione è costituito da una ventola e due stadi di compressore assiale collegati da un albero a quattro stadi di turbina. Il gruppo di alta pressione, invece, è composto da un compressore a 13 stadi collegati a 2 stadi di turbina mediante un albero concentrico a quello di bassa pressione. Il controllo del motore è assicurato da un sistema FADEC.

## Varianti

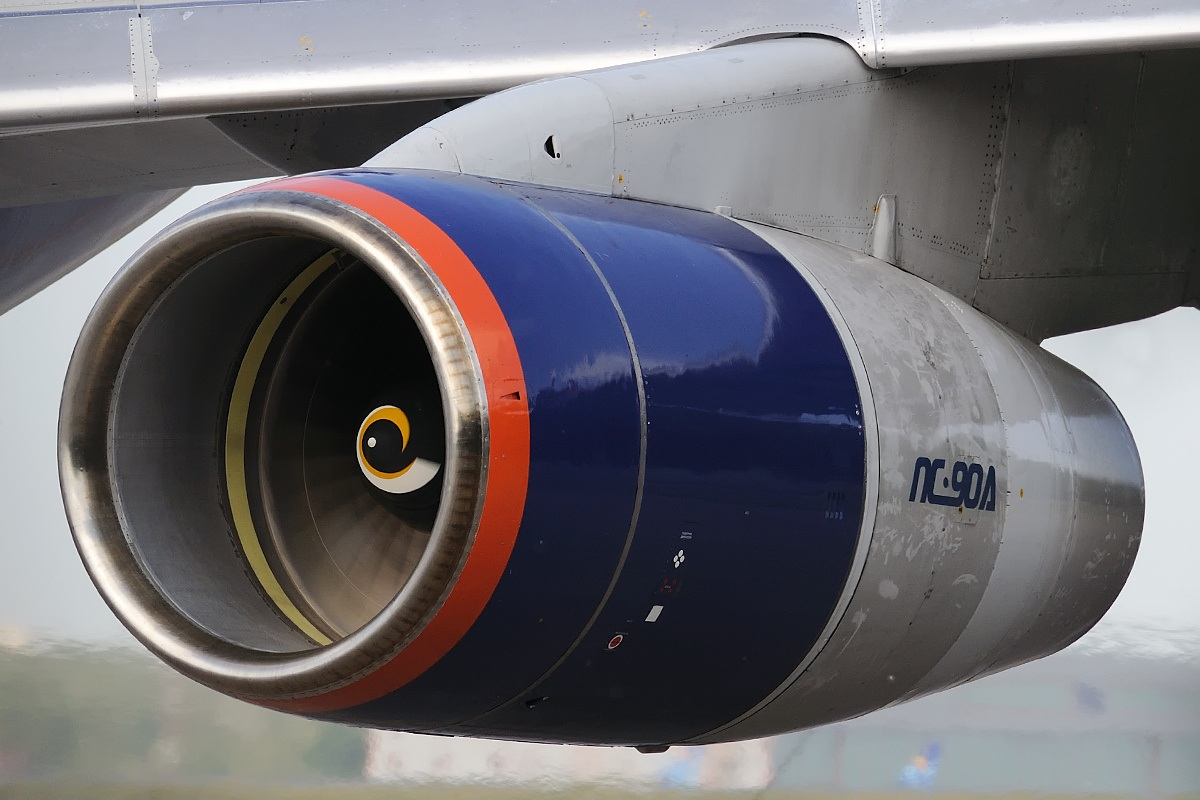
Un PS-90 installato su un Ilyushin Il-96

- PS-90A: versione base installata su Ilyushin Il-96-300, Tupolev-204-100 e Tupolev-214. Spinta nominale da 157 kN (16000 kgf).[6]
- PS-90A-76: variante del PS-90A sempre da 157 kN (16000 kgf) di spinta per la rimotorizzazione dell'Ilyushin Il-76.[7]
- PS-90A1: variante del PS-90A certificata nel 2007, offerta come motorizzazione alternativa per l'IL-96-400T.[8]
- PS-90A2: versione migliorata (più leggera e con un FADEC rivisto) del PS-90A sviluppata in collaborazione con la Pratt & Whitney e completamente intercambiabile con il PS-90A.[9] È caratterizzata da un largo impiego di componenti prodotti in Francia, Germania, Svezia e USA. Con una riduzione del 40% nei costi di manutenzione e emissioni acustiche nei limiti previsti dai regolamenti aeronautici, è il primo motore russo ad essere stato certificato per l'ETOPS-180. La spinta massima è di 176 kN (18000 kgf).[10]
- PS-90A-42: variante del PS-90A2 per l'aereo da ricerca e soccorso Beriev A-42.[11]
- PS-90A3: versione sviluppata a partire dal PS-90A2 certificata a gennaio del 2011 per equipaggiare il Tupolev Tu-204SM.[12][13]